# Nußbach (Pfalz)
Nußbach ist eine Ortsgemeinde im Landkreis Kusel in Rheinland-Pfalz. Sie gehört der Verbandsgemeinde Lauterecken-Wolfstein an.

## Geographie
Der Ort liegt am gleichnamigen Nußbach im Nordpfälzer Bergland. Im Nordwesten befindet sich Reipoltskirchen, im Osten Teschenmoschel, im Südosten Rathskirchen und südwestlich liegt Hefersweiler.

## Geschichte
Die älteste erhaltene Erwähnung von Nußbach stammt von 1309. Das Dorf gehörte den Rheingrafen, bis es 1553 im Rahmen eines Gebietstauschs an die zum Oberrheinischen Reichskreis gehörende reichsunmittelbare Herrschaft Reipoltskirchen gelangte. Das Kloster Otterberg war im Ort begütert.

## Politik

### Bürgermeister
Ronald Schwarz wurde im Juli 2019 Ortsbürgermeister von Nußbach. Bei der Direktwahl am 26. Mai 2019 war er mit einem Stimmenanteil von 80,30 % für fünf Jahre gewählt worden. Sein Vorgänger Werner Pries hatte das Amt 20 Jahre ausgeübt.
Schwarz wurde im Juni 2024 wiedergewählt.

### Wappen
Die Blasonierung des Wappens lautet: „Von Rot und Grün durch einen silbernen Schräglinkswellenbalken geteilt, oben ein goldener Glockenturm, unten ein goldener Haselnusszweig mit zwei Haselnüssen und einem Blatt.“ Es wurde 1985 von der Bezirksregierung Neustadt genehmigt.

## Kultur und Sehenswürdigkeiten
In Nußbach befindet sich das Alte Welt Museum, in dem unter anderem ein Webstuhl aus dem 18. Jahrhundert zu sehen ist.
Siehe auch: Liste der Kulturdenkmäler in Nußbach

## Verkehr
Das Ultraleichtfluggelände Roßberg liegt etwa 1,5 km nordwestlich der Ortsmitte.

## Söhne und Töchter der Gemeinde
- Aloys Schirmer (1911–1981), Pfarrer